# Contea di Haywood (Tennessee)
La contea di Haywood in inglese Haywood County è una contea dello Stato del Tennessee, negli Stati Uniti. La popolazione al censimento del 2000 era di 19 797 abitanti. Il capoluogo di contea è Brownsville.